# Dynaxibility
Der Begriff Dynaxibility ist ein Kunstwort aus der Systemischen Methodenbetrachtung, welches auch Einflüsse von Veränderungsmanagement und Chaostheorie enthält. Das Wort setzt sich aus Dynamik (Dynamics), Komplexität (Complexity) und Fähigkeit (ability) zusammen. Es beschreibt eine Methode zum Umgang mit der Gestaltung von Veränderungsprozessen in Organisationen und deren Umwelt.

## Dynaxity
Es geht im Grundsatz um die Fähigkeit, mit der Dynaxity umzugehen. Die Dynaxity beschreibt die Koppelung zwischen Dynamik von Prozessen und der Komplexität der Elemente in Bezug aufeinander. Durch diese vielfältigen Möglichkeiten von Dynamik und Komplexität greifen die bestehenden Mittel und Werkzeuge nicht mehr. Dies gilt vor allem beim Zusammenspiel von Menschen im Rahmen von funktional gegliederten Prozessen.